# Postdigitalizam
Postdigitalizam, u umjetničkoj praksi, jest stav koji se više fokusira na to da se bude čovjekom, nego da se bude digitalan, sličan konceptu „nedigitalnog“ koji je uveden 1995. godine, gdje tehnologija i društvo napreduju izvan digitalnih ograničenja kako bi postigli potpuno fluidnu multimedijalnu stvarnost koja ne sadrži artefakte digitalnog računanja (šum kvantizacije, pikselizacija, itd.).
Potdigitalizam se bavi našim odnosima s digitalnom tehnologijom i umjetničkim oblicima koji su se rapidno promijenili i još uvijek se mijenjaju. Ako netko propituje tekstualnu paradigmu konsenzusa, suočava se sa sljedećim izborom: „postdigitalno“ društvo ili ima intrinzično značenje ili je ono kontekstualizirano u paradigmu konsenzusa koja uključuje umjetnost kao cjelinu.

## Teorija
Giorgio Agamben (2002) opisuje paradigme kao stvari s kojima razmišljamo, a ne stvari o kojima razmišljamo. Poput računalnog doba, postdigitalno je također paradigma, ali kao i kod posthumanizma, postdigitalizam ne pokušava opisati život nakon digitalnog, već pokušava opisati priliku današnjeg vremena da se istraže posljedice digitalnog i računalnog doba. Dok je računalno doba povećalo ljudske mogućnosti privlačnim i neobičnim pomagalima, postdigitalno doba može pružiti paradigmu pomoću koje bi bilo moguće ispitati i razumjeti ovakvo poboljšanje.
Kroz Budućnost umjetnosti u postdigitalnom dobu, Mel Alexenberg definira „postdigitalnu umjetnost“ kao umjetnička djela koja se bave humanizacijom digitalnih tehnologija kroz međudjelovanje između digitalnih, bioloških, kulturnih i duhovnih sustava, između kibernetičkog i stvarnog prostora, između utjelovljenih medija i mješovitih stvarnosti u društvenoj i fizičkoj komunikaciji, između high-tech i high-touch doživljaja, između vizualnih, haptičkih, slušnih i kinestetičkih medijskih iskustava, između virtualne i proširene stvarnosti, između korijena i globalizacije, između autoetnografije i naracije zajednice, između vršnjački produciranog wikiart-a i umjetničkih djela nastalih uz pomoć alternativnih medija kroz sudjelovanje, interakciju i suradnju u kojoj je redefinirana uloga umjetnika, te između taktilne umjetnosti i NFT-a. Mel Alexenberg predlaže da se postdigitalno doba definira u Wiredu od strane direktora medijskog centra MIT-a Nicholasa Negropontea: „Poput zraka i pitke vode, biti digitalan će se primijetiti samo u njegovoj odsutnosti, a ne u njegovoj prisutnosti. Suočite se s time – Digitalna Revolucija je završila.“

## Glazba
Kim Cascone koristi izraz u svojem članku The Aesthetics of Failure: "Post-digital" Tendencies in Contemporary Computer Music. Članak počinje citatom cyberpundita MIT Media Laba Nicholasa Negropontea : " Digitalna revolucija je završila." Cascone nastavlja objašnjavajući izraz kao 'post-digitalnu' liniju pokreta u glazbi koja je također poznata kao glitch ili mikrozvučna glazba, primjećujući da 's elektroničkom trgovinom kao prirodnim dijelom poslovnog zapadnog svijeta i Hollywooda koji izbacuju digitalne mucice po gigabajtu, medij digitalne tehnologije sam po sebi manje fascinira skladatelje'.
Kroz Umjetnost poslije tehnologije, Maurice Benayoun navodi moguće puteve za „postdigitalnu“ umjetnost s obzirom na to da je digitalna poplava promijenila čitav socijalni, ekonomski, umjetnički krajolik, a stav umjetnika će se kretati u smjeru koji pokušava pobjeći iz tehnološkog područja bez da ga pritom potpuno odbaci. Od niske tehnologije do biotehnologije i kritičke fuzije – kritičnog upada fikcije u stvarnost – novi oblici umjetnosti nastaju na temelju digitalne ere.

## Daljnje čitanje
- Alexenberg, Mel, (2019.), Through a Bible Lens: Biblical Insights for Smartphone Photography and Social Media. Nashville, Tennessee: HarperCollins; ISBN 978-1-5955-5831-2.
- Alexenberg, Mel, (2011.), The Future of Art in a Postdigital Age: From Hellenistic to Hebraic Consciousness. Bristol i Chicago: Intellect Books/University of Chicago Press; ISBN 978-1-84150-377-6.
- Alexenberg, Mel, ur. (2008.), Educating Artists for the Future: Learning at the Intersections of Art, Science, Technology, and Culture. Bristol i Chicago: Intellect Books/University of Chicago Press, 344 str. ISBN 978-1-84150-191-8. (postdigitalna poglavlja Roya Ascotta, Stephena Wilsona, Eduarda Kaca i drugih)
- Ascott, R. (2003.), Telematic Embrace. (E.Shaken, ur.) Berkeley: University of California Press.ISBN 0-520-21803-5
- Birnbaum, D i Kuo (2008.) More than Real: Art in the Digital Age, 2018. Verbier Art Summit . London: Koenig Books.ISBN 978-3-96098-380-4
- Berry, DM (2014.) Critical Theory and the Digital, New York: Bloomsbury.ISBN 978-1441166395
- Berry, D.M. i Dieter (2015) Postdigital Aesthetics: Art, Computation and Design, London: Palgrave.ISBN 978-1137437198
- Barreto, R. i Perissinotto, P. (2002), Kultura imanencije, u Internet umjetnosti. Ricardo Barreto i Paula Perissinotto (org. ). São Paulo, IMESP.ISBN 85-7060-038-0.
- Benayoun, M. (2008.), Art after Technology sažetak teksta koji je napisao Maurice Benayoun u Technology Review - francusko izdanje, br. 7 lipanj–srpanj 2008., MIT, ISSN 1957-1380
- Wikiversity.org. (2019.). Postdigital (Giorgio Agamben, Ryota Matsumoto) ''Koncept postdigitalnog. Tokio, japanski tekst.
- Benayoun, M., he Dump, 207 Hypotheses for Committing Art, dvojezično (engleski/francuski), Fyp éditions, Francuska, srpanj 2011., ISBN 978-2-916571-64-5.
- Toshiko, Saneoki. (2019.). Postigitalna teorija Giorgia Agambena, Ryote Matsumota, Kim Casconea, Japanska umjetnost i dizajn. Hachimato, Tokijski institut za umjetnost, Tokio, Japan.
- Bolognini, M. (2008), Postdigitale, Rim: Carocci.ISBN 978-88-430-4739-0
- Ferguson, J. i Brown, AR (2016). "Poticanje post-digitalne avangarde: poučavanje glazbene tehnologije pod vodstvom istraživanja". Organizirani zvuk, 21 (2), 127–137.
- Pepperell, R. i Punt, M. (2000.), The Postdigital Membrane: Imagination, Technology and Desire, Intellect Books, Bristol, UK, 182 str.
- Wilson, S. (2003.), Information Arts: Intersections of Art, Science, and Technology. ISBN 0-262-23209-X

## Vanjske poveznice
- Google Books: Postdigitalna membrana
- Što je paradigma Giorgia Agambena
- Post-digitalne humanističke znanosti: računalstvo i kulturološka kritika u umjetnosti i humanističkim znanostima
- Monoskop: Zbirka izvora vezanih za post-digitalnu estetiku  Arhivirana inačica izvorne stranice od 27. ožujka 2022. (Wayback Machine)
- Časopis Postdigital Science and Education
- Serija knjiga Postdigitalna znanost i obrazovanje